# Фридрих Люксембургский
Фридрих (965—6 октября 1019) — граф Мозельгау, фогт Ставелота и Мальмеди, сын Зигфрида, графа Люксембурга, и Гедвиги.

## Биография

### Правление
Впервые Фридрих упоминается в дарственных записях аббатства святого Максимина в Трире в 965 году. Отец Фридриха Зигфрид скончался в 998 году, и графом Люксембурга стал старший брат Фридриха Генрих I. Иногда Фридриха называют вторым графом Люксембурга, однако это маловероятно, так как он слишком скоро умер. Фридрих же носил титул графа Мозельгау и был фогтом в некоторых землях.
В 1008 году брат Фридриха Генрих I попытался избрать новым архиепископом Трира их общего брата Адальберта, что не понравилось императору Генриху II, который был шурином Фридриха и Генриха I через их сестру Кунигунду. Генрих II опасался роста влияния могущества Вигерихидов в Люксембурге. Тогда братья подняли восстание против императора, что привело к их опале. Генрих I потерял Баварию, а Фридрих сидел в тюрьме с 1011 по 1012 год, а когда примирился с Генрихом, вернулся на его сторону.
Это не помешало ему поддержать императора в его войне с домом Вигерихидов, управлявших Люксембургом. В 1011 году в Гау-Одернхайме герцог Верхней Лотарингии Тьерри I попал в засаду, организованную Фридрихом, где был тяжело ранен. Тьерри был доставлен пленным в Мец, но затем освобожден в обмен на других заложников.
Фридрих скончался 6 октября 1019 года. Генрих I пережил своего брата Фридриха на семь лет, и скончался в 1026 году. Графство Мозельгау вошло в состав графства Люксембург. Генрих не оставил наследников; титул перешел к старшему сыну Фридриха Генриху II, так как сам Фридрих к тому времени уже был мертв. Но и Генрих II не оставил наследников, поэтому титул перешел к четвертому сыну Фридриха, Гизельберту, чьи потомки в дальнейшем правили Люксембургом. Другим его сыном был Фридрих, герцог Нижней Лотарингии и фогт Мальмеди, а Адальберон — еписокопом Меца.

### Семья
Жена: Ирментруда фон Веттерау (около 972—1015), дочь Хариберта Веттерау, графа Кинзиггау и Энгерсгау. Детьми от этого брака были:
- Фридрих II (1003/1005 — 8 августа 1065) — герцог Нижней Лотарингии, фогт Ставелота и Мальмеди
- Генрих II (около 1005 — убит 14 октября 1047) — граф Люксембурга с 1026, герцог Баварии с 1042
- Гизельберт (около 1007 — 14 августа 1056/1059) — граф Люксембурга с 1047
- Адальберон III (умер 13 ноября 1072) — епископ Меца с 1047
- Дитрих (около 1012 — около 1057)
  - Дитрих (умер 1075)
  - Генрих фон Лаах (умер 23 октября 1095) — пфальцграф Рейнский
  - Поппон (умер 1103) — епископ Меца с 1090
- Герман (1012/1015 — 1062/1076) — пфальцграф Лотарингии
- Огива (995 — 21 февраля или 9 марта 1030); муж — Бодуэн IV (ок. 980 — 30 мая 1035), граф Фландрии
- Гизела (1007 — 21 мая после 1058); муж — Рудольф фон Ааст (1031/1034 — 1052)
- Имиза (умерла после 2 августа 1055); муж — Вельф II (умер 10 марта 1030), граф Альтдорф
- Ода (родилась 1016) — аббатиса в 1045 Сен-Реми в Люневиле